# Eric Matson
Gästgifvar Eric Matson, född 16 juni 1888 i Nås i Dalarna, död i december 1977, var en svensk fotograf och entreprenör. Han blev främst känd för att, tillsammans med sin fru Edith, ha drivit bildbyrån The Matson Photo Service i Jerusalem. Matson var del av den utvandring från Nås som beskrevs av Selma Lagerlöf i hennes bok Jerusalem.

## Biografi

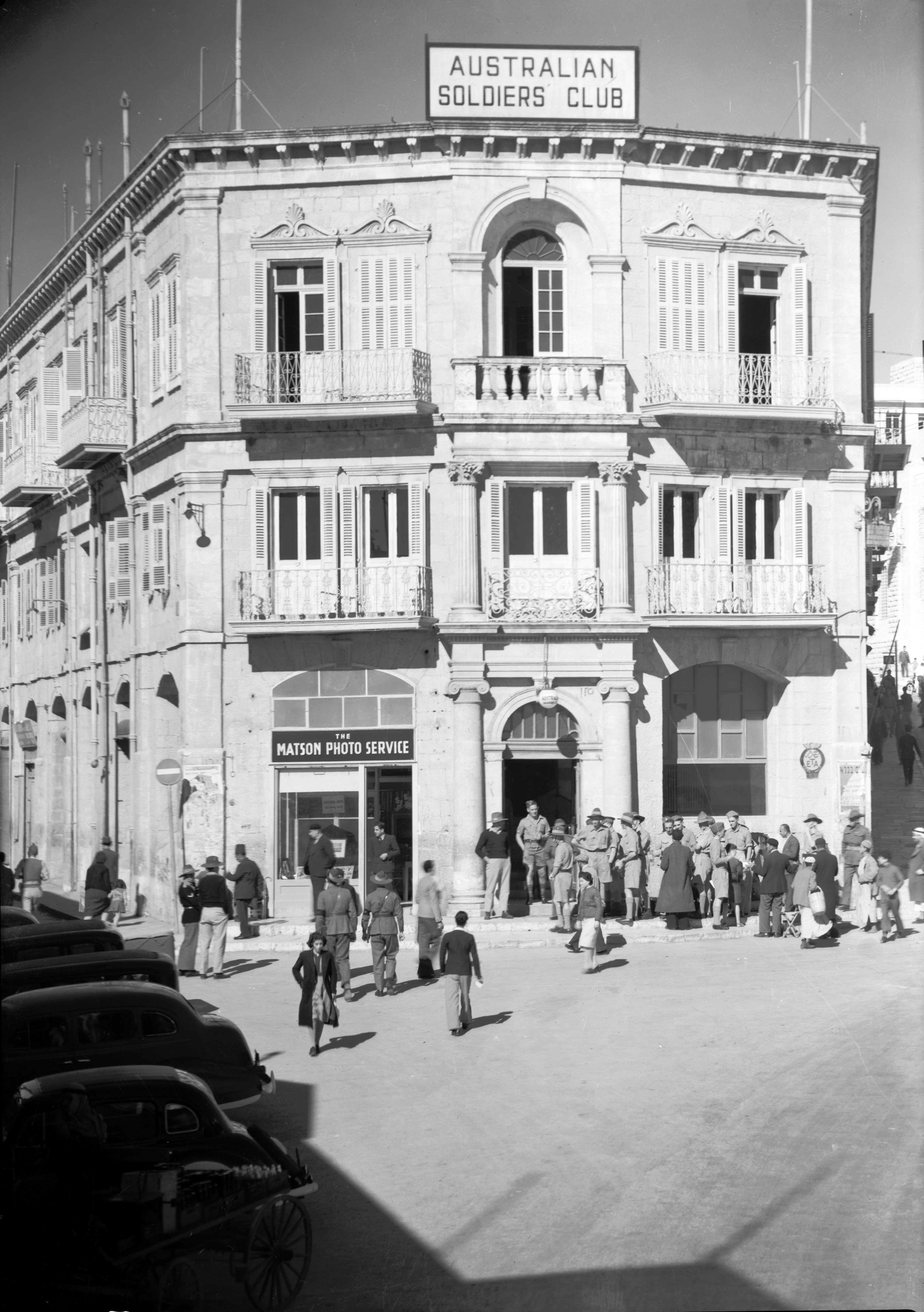
Fasaden till The Matson Photo Service, i Jerusalem, den 10 oktober 1940.

### Bakgrund
Eric Matson, född 16 juni 1888 i Nås, följde med sina föräldrar när de emigrerade för att tillsammans med andra bönder från trakten bosätta sig i det heliga landet, Jerusalem. Där blev de en del av The American Colony, en liten kristen koloni som trodde på Kristi återkomst, grundad 1881 av chicagoadvokaten Horatio Gate Spafford och hans norskfödda hustru Anna Lawford. Medlemmarna levde i en sorts kollektiv gemenskap och deras syfte var att leva och tillbe tillsammans, samtidigt som de utförde välgörenhetsarbete i det palestinska samhället, för alla trosriktningar.
För att finansiera arbetet utnyttjade de den spirande turistnäringen i Jerusalem och öppnade inte bara ett vandrarhem och souvenirbutik, utan även en fotoavdelning. Fotoavdelningen utvecklades ursprungligen av Lewis Larsson, som också utvandrat från Nås, och som senare blev svensk konsul i Jerusalem. Därefter togs fotosamlingen med 20 000 fotonegativ över av Matson.
Kolonins verksamhet omskrevs i Selma Lagerlöfs bok Jerusalem, som hon skrev efter sitt besök i Palestina 1899.

### Karriär
Som tonåring lärde sig Eric Matson fotografins grunder i Larssons mörkrum. Efterfrågan på bilder av staden bara ökade, och Matson avancerade från mörkrumsassistent till yrkesfotograf som bland annat tog hand om uppdrag för utländska tidskrifter. År 1924 gifte han sig med Edith Yantiss, som också jobbade på kolonins fotoavdelning. 1934 övertog de hela verksamheten, efter att Larsson fyra år tidigare tvingats lämna kolonin. Matson drev det som The Matson Photo Service, även om "The American Colony – Dalakolonien" länge fortsattes att anges som bildkälla när bilderna publicerades.
Ursprungligen preparerade de själv sitt albuminpapper, kopieringen gjordes utomhus med solen som ljuskälla, och med hjälp av en ombyggd lådkamera gjordes förstoringar. Redan tidigt köpte National Geographic bilder av Matson och Larsson från de östra medelhavsländerna. Matsons första färgbilder var skioptikonbilder som såldes till turister, men för tidskrifterna började han använda färgplåtar av farikaten Lumieres och Finlays. Under 1930-talet gjorde han flera stora färgreportage för National Geographic.

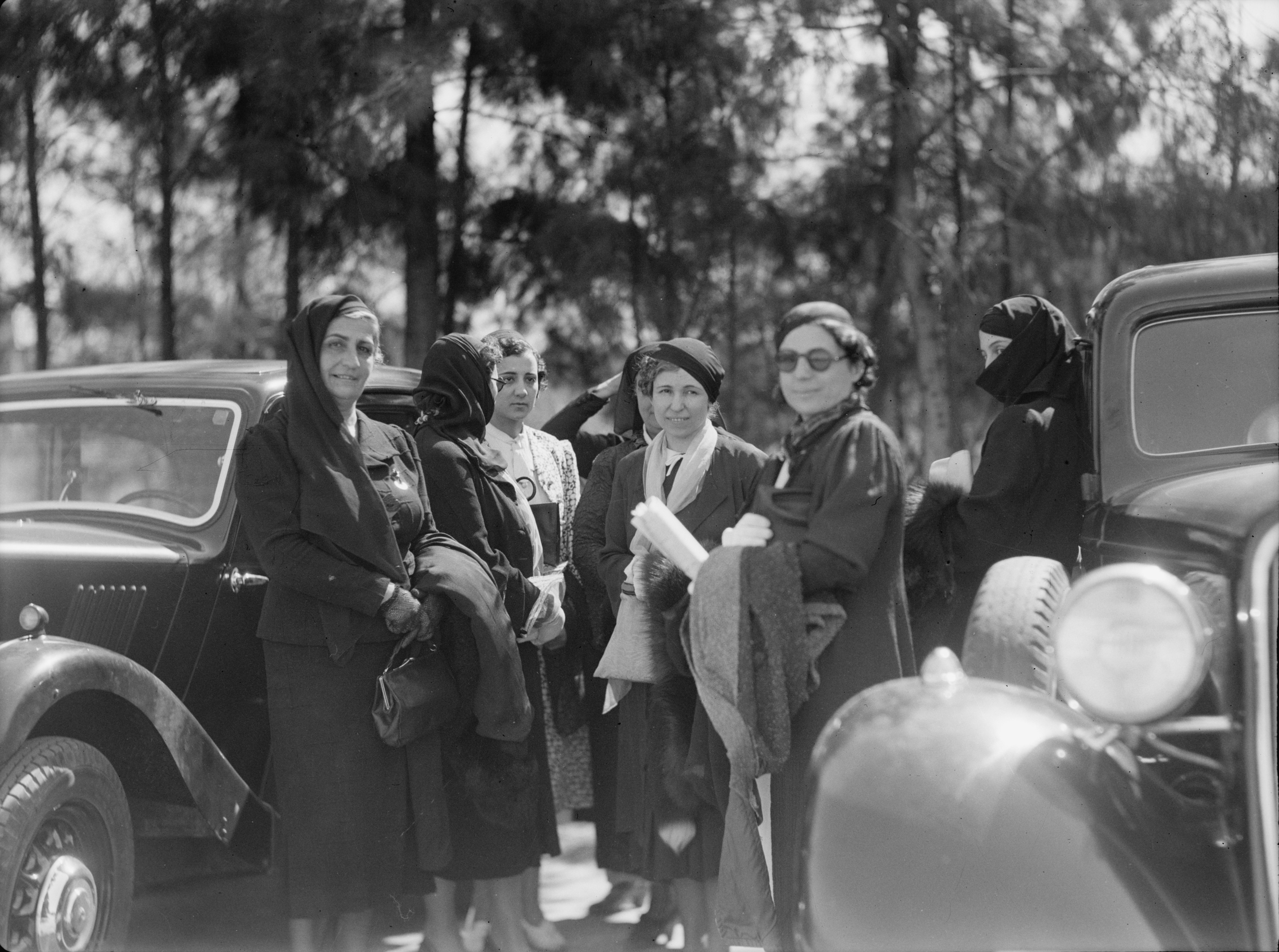
Kvinnor som anländer till Palestina i oktober 1938 för en konferens. Från The Matson Collection.

Främst fokuserade Matson på folkliv, stadsbilder och vyer av de heliga platserna, men där förekommer också nyhetsbilder av politiska oroligheter, demonstrationer och upplopp. Han gjorde flera resor i Västasien och Afrika, som Smyrna, Istanbul, Egypten, Sudan, Kenya och Tanganyika. Han var också den förste att fotografera Palestina från luften och gjorde en serie bilder under en flygresa från Nilens delta till dess källflöden.

### Senare år
Terroristhandlingarna och den politiska utvecklingen i Palestina åren efter andra världskriget fick Eric och Edith Matson att lämna landet för gott och de bosatte sig i Kalifornien. Till USA tog de med sig ett stort bildarkiv, som de 1966 skänkte till Library of Congress. Flera lådor med cirka 7 000 negativ hade dock blivit kvar i östra Jerusalem, och dessa kunde de först få tag i efter sexdagarskriget 1967. Även detta material överlämnades till Library of Congress. Fortfarande när Eric var över 80 år hjälpte han biblioteket att katalogisera den stora samlingen. Mot slutet av hans liv planerade Fotografiska Museet och Stadsmuseet i Stockholm att göra en stor utställning, men den kom aldrig till stånd.
Matson dog 1977, 89 år gammal.